# Inchiostro

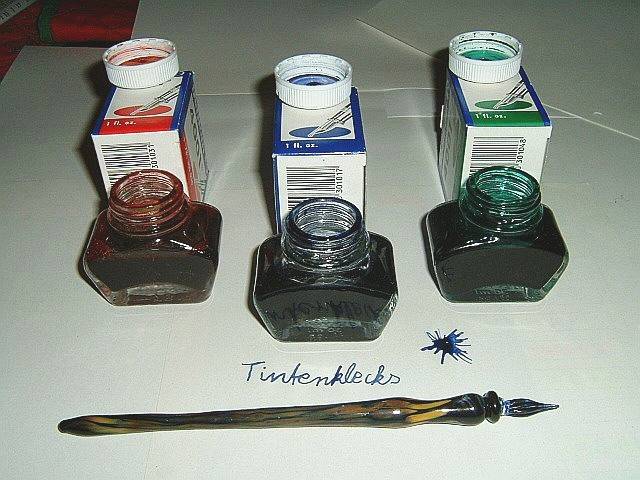
Flaconi di inchiostro

L'inchiostro è un preparato di consistenza variabile, da liquida a pastosa, costituito da soluzioni di coloranti o sospensioni di pigmenti in un fluido disperdente a base acquosa o a base oleosa, con la caratteristica di fissarsi su determinati materiali, come la carta o ad altri supporti adatti per mezzo della scrittura, della stampa o mediante l'uso di un timbro.
Le differenze di impiego e di struttura li fanno dividere in due categorie: inchiostri per scrivere e inchiostri per la stampa.
Gli inchiostri per scrivere sono essenzialmente soluzioni acquose di prodotti coloranti, a cui vengono aggiunti altri prodotti atti a conferire loro le caratteristiche più idonee per l'impiego, quale l'inalterabilità del colore. Questo tipo di inchiostro deve dare una traccia nitida senza sbavature, sufficientemente intensa, deve essiccare rapidamente senza attraversare la carta, deve scorrere facilmente sulla penna (normale o stilografica), non deve formare grumi o depositi nei calamai o nei serbatoi delle penne e non deve corrodere i materiali con cui viene a contatto.
Gli inchiostri generalmente si dividono in quattro classi: acquoso, liquido, impasto e polvere.

## Storia

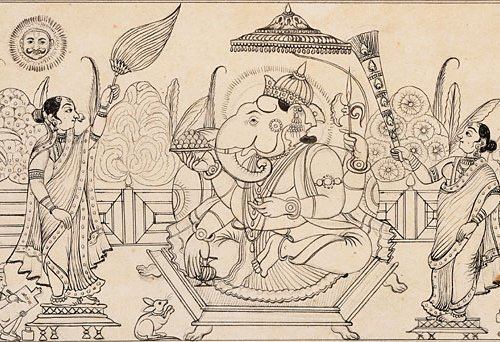
Disegno a china di Ganesha sotto un ombrello (inizio XIX secolo). L'inchiostro, chiamato masi, una miscela di diversi componenti chimici, è stato utilizzato in India almeno dal IV secolo a.C.

Molte culture antiche in tutto il mondo hanno scoperto e formulato in modo indipendente inchiostri ai fini della scrittura e del disegno. La conoscenza degli inchiostri, delle loro ricette e delle tecniche per la loro produzione deriva dall'analisi archeologica o dallo stesso testo scritto. Si ritiene che i primi inchiostri di tutte le civiltà fossero stati realizzati con nerofumo, una specie di fuliggine, poiché questa era facilmente raccolta come sottoprodotto del fuoco.
L'inchiostro era usato nell'antico Egitto per scrivere e disegnare su papiro almeno dal III millennio a.C. Gli inchiostri egiziani rossi e neri includevano ferro e ocra come pigmento, oltre a fosfato, solfato, cloruro e carbossilato; il piombo veniva usato come essiccatore.
Gli inchiostri cinesi possono risalire fino a tre/quattro millenni fa, (periodo neolitico cinese). Utilizzavano inchiostri vegetali, animali e minerali a base di materiali come la grafite che venivano macinati con acqua e applicati con pennelli. L'evidenza diretta dei primi inchiostri cinesi, simili ai moderni bastoncini d'inchiostro, è intorno al 256 a.C. alla fine del periodo degli Stati Combattenti e prodotti da fuliggine e colla derivata da animali. I migliori inchiostri per disegnare o dipingere su carta o seta furono prodotti dalla resina del pino con un'età compresa tra i 50 e i 100 anni. Il calamaio cinese fu prodotto con una colla di pesce, mentre la colla giapponese (膠 "nikawa") era di mucca o di cervo.
L'inchiostro di china fu inventato per la prima volta in Cina, anche se i materiali venivano spesso scambiati dall'India. Il metodo tradizionale cinese per produrre l'inchiostro consisteva nel macinare una miscela di colla animale, nerofumo e pigmento nero osseo con un pestello e un mortaio, quindi versarla in un piatto di ceramica per farla asciugare. Per utilizzare la miscela secca, si doveva applicare un pennello bagnato fino a quando non si era liquefatto. La produzione dell'inchiostro di china era ben consolidata dalla dinastia Cao Wei (220–265 d.C.). Documenti indiani scritti a inchiostro in Kharoshthi sono stati portati alla luce nel Turkestan cinese. La pratica di scrivere con inchiostro e un ago appuntito era comune all'inizio dell'India meridionale. Diversi sutra buddisti e giainisti in India furono compilati con l'inchiostro. 

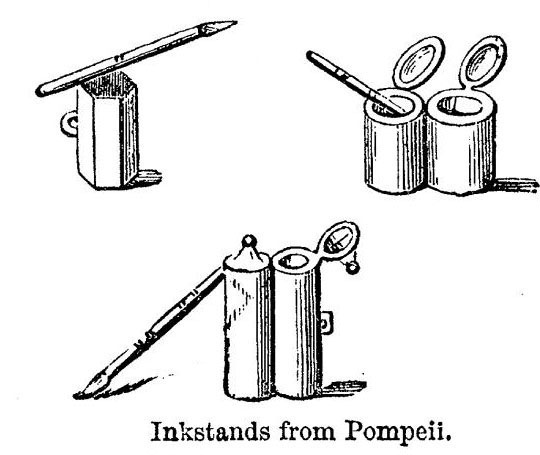
Atramentarium

Nell'antica Roma si usava l'atramentum; in un articolo per il Christian Science Monitor, Sharon J. Huntington descrive questi altri inchiostri storici:
La penna serbatoio, che potrebbe essere stata la prima penna stilografica, risale al 953, quando Ma'ād al-Mu'izz, il califfo d'Egitto, chiese una penna che non macchiasse le mani o i vestiti e fu provvisto di una penna che conteneva l'inchiostro in un serbatoio.
Nel XV secolo, Johannes Gutenberg dovette sviluppare in Europa un nuovo tipo di inchiostro per la macchina da stampa. Secondo Martyn Lyons nel suo libro Books: A Living History, la tintura di Gutenberg era indelebile, a base di olio e composta dalla fuliggine delle lampade mescolata con vernice e albume d'uovo. All'epoca erano prevalenti due tipi di inchiostro: l'inchiostro da scrittura greco e romano (creato con fuliggine, colla e acqua) e la varietà del XII secolo composta da solfato ferroso, galla, gomma e acqua. Nessuno di questi inchiostri per scrittura a mano potrebbe aderire alle superfici di stampa senza creare sfocature. Alla fine un inchiostro oleoso, simile a una vernice, fatto di fuliggine, trementina e olio di noci è stato creato appositamente per la stampa.

## Inchiostro indelebile

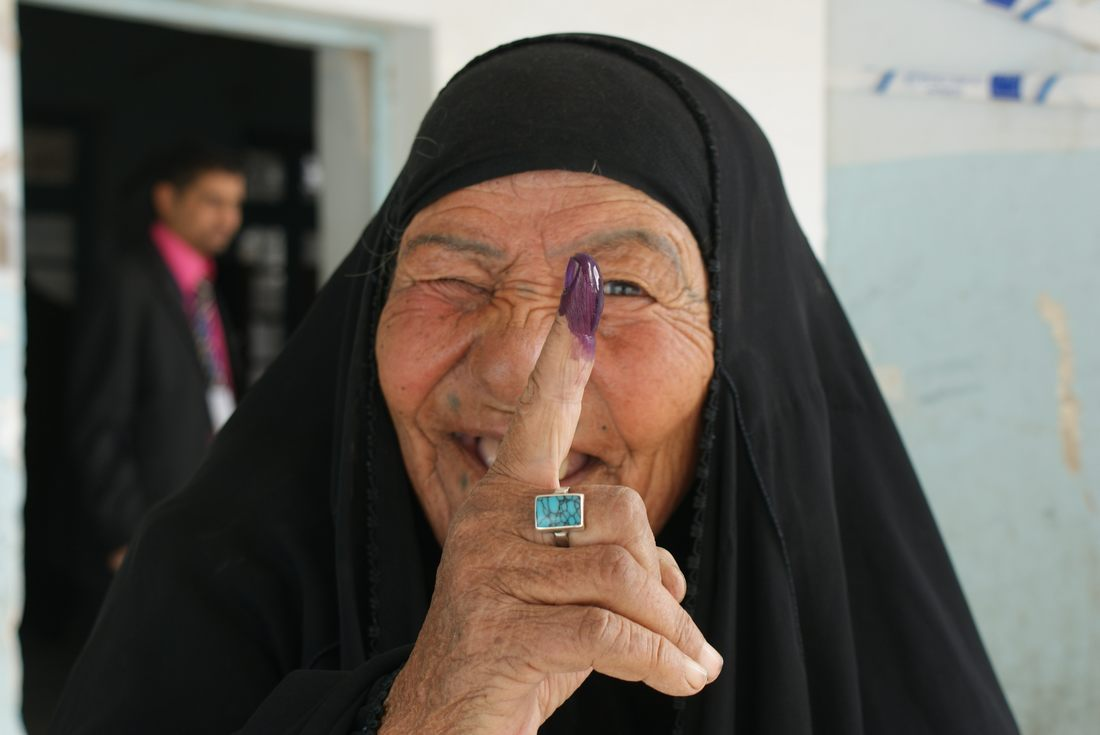
Una elettrice mostra un dito macchiato durante le elezioni in Iraq nel 2010

Alcuni tipi di inchiostro indelebile hanno una durata di conservazione molto breve a causa dei solventi utilizzati che evaporano rapidamente. India, Messico, Indonesia, Malesia e altri paesi in via di sviluppo hanno utilizzato inchiostro indelebile per prevenire le frodi elettorali. L'inchiostro indelebile a base di nitrato d'argento è stato applicato per la prima volta nelle elezioni generali indiane del 1962, dopo essere stato sviluppato presso il National Physical Laboratory of India.

## Aspetti ambientali
Alcuni inchiostri, come quelli usati nelle stampanti digitali, e anche quelli che si trovano in una comune penna possono essere dannosi. Sebbene l'inchiostro non causi facilmente la morte, il contatto ripetuto con la pelle o l'ingestione può causare effetti come forti mal di testa, irritazione della pelle o danni al sistema nervoso. Alcuni organismi di regolamentazione hanno stabilito standard per la quantità di metalli pesanti nell'inchiostro. Negli ultimi anni c'è una tendenza verso oli vegetali piuttosto che oli derivati dal petrolio in risposta alla richiesta di migliori prestazioni di sostenibilità ambientale.
L'inchiostro consuma oli e metalli non rinnovabili, che hanno un impatto negativo sull'ambiente.